# Phố Regent
Phố Regent (tiếng Anh: Regent Street) là một con phố mua sắm thương mại chính và con đường huyết mạch ở West End thuộc Thành phố Westminster. Con đường được xây dựng bởi kiến trúc sư John Nash và đặt theo tên của hoàng tử nhiếp chính (sau này là vua George Đệ tứ).
Bố cục của đường phố được hoàn thành vào năm 1825 và là một ví dụ ban đầu về quy hoạch đô thị ở Anh, chạy qua mạng lưới đường bộ của thế kỷ 17 và 18.
Phố Regent đặc trưng bởi đoạn đường chạy trên một vòng cung. Nổi tiếng sở hữu mặt tiền của nhiều cửa hàng, thu hút hơn 7,5 triệu khách du lịch ghé thăm phố mỗi năm.

## Tuyến đường

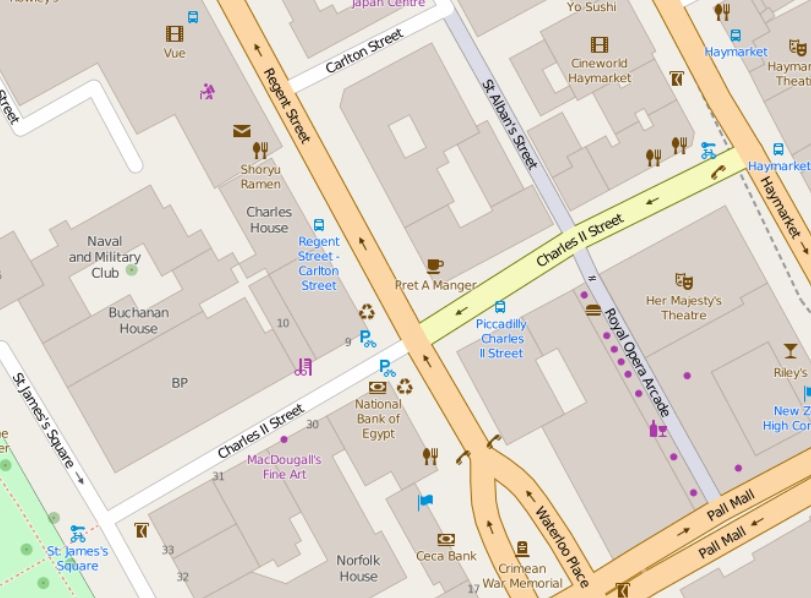
một đoạn phố Regent street (màu cam) giáp phố Charles II

Phố Regent dài khoảng 0,8 dặm (tương đương 1,3 km) giao nhau tại điểm ngã tư khi băng qua phố Charles II dài từ tây sang đông, là một sự tiếp nối của Waterloo Place.
Phố Regent chạy về phía bắc đến giao lộ Piccadilly, nơi con phố rẽ trái thành hình vòng cung để đi về hướng bắc một lần nữa, gặp Phố Oxford tại ngã tư Oxford Circus. Phố Regent dừng tại một ngã ba với đường Cavendish Place và Mortimer Street gần trụ sở phát thanh truyền hình BBC, với con đường phía trước là phố Langham Place, tiếp theo là phố Portland Place.
Một số tuyến xe buýt, như số 6, 12 và 13, chạy dọc theo đường Regent.

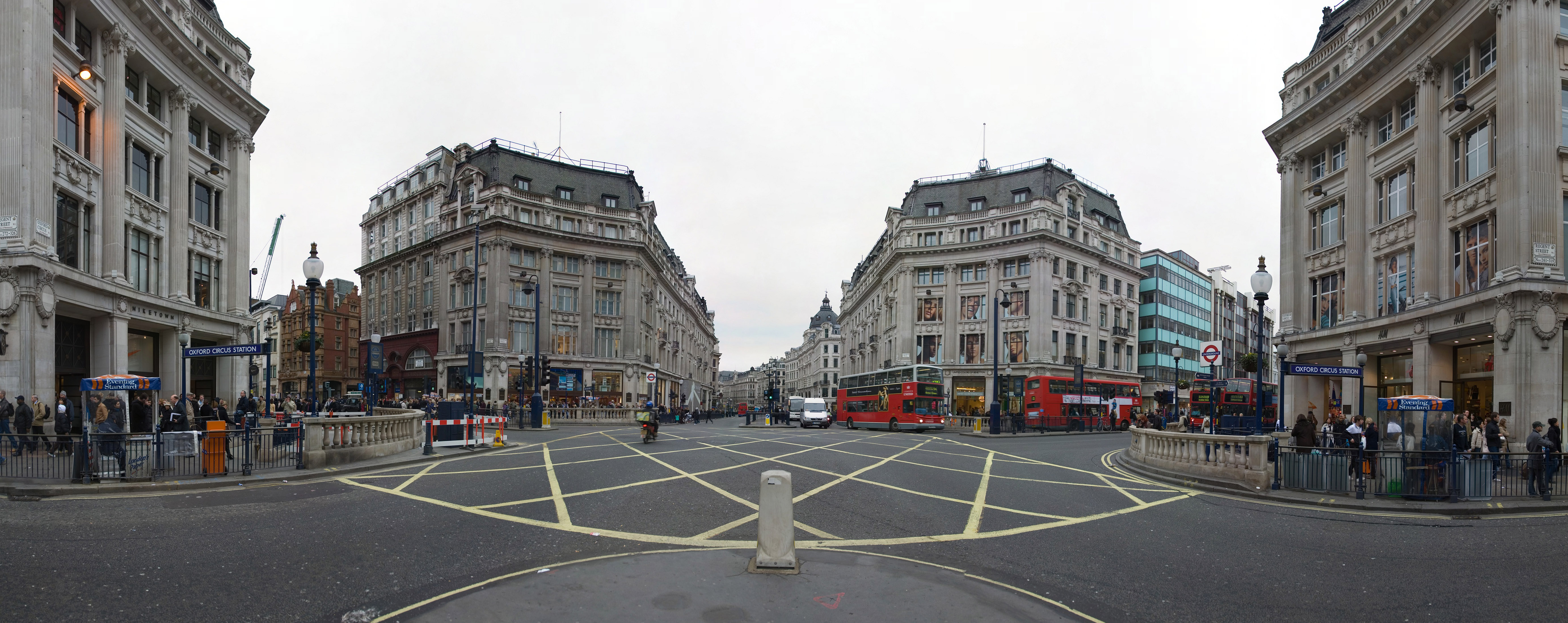
Toàn cảnh nút giao thông ngã tư Oxford Circus; vị trí giao nhau với phố Regent

## Lịch sử

### Từ năm 1811–1825

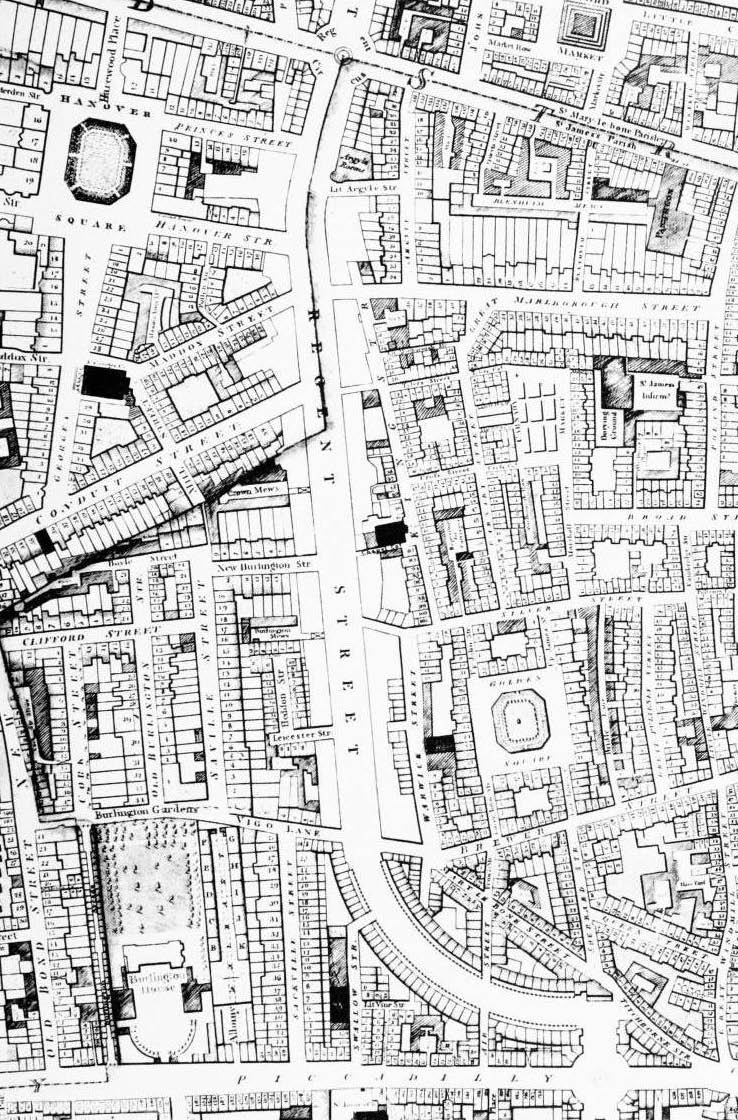
Bản đồ đề xuất kế hoạch (1819)

Phố Regent là một trong những dự án phát triển đầu tiên của Luân Đôn. Một cấu trúc hình thành các đường phố Luân Đôn, thay thế bố cục truyền thống, đã được lên kế hoạch ngay sau vụ Đại hỏa hoạn Luân Đôn (1666); khi đó kiến trúc sư Christopher Wren và John Evelyn vẽ ra kế hoạch xây dựng lại thành phố theo mô hình chính thức cổ điển. Sau một thời gian những ngôi nhà đã được xây dựng lại trên mạng lưới đường phố trước đó.
Vào năm 1766, John Gwynn kiến nghị kế hoạch trên khắp West End và cần xây dựng một tuyến đường nối liền giữa Công viên Marylebone (nay là Công viên Regent) với biệt thự Carlton, nơi lưu trú của Hoàng tử nhiếp chính Georgie (sau này là vua). 
Con đường sau đó được thiết kế bởi John Nash (người đã được bổ nhiệm vào Văn phòng Woods and Forests năm 1806 và trước đây từng là cố vấn cho Hoàng tử Georgie) và nhà phát triển bất động sản James Burton.

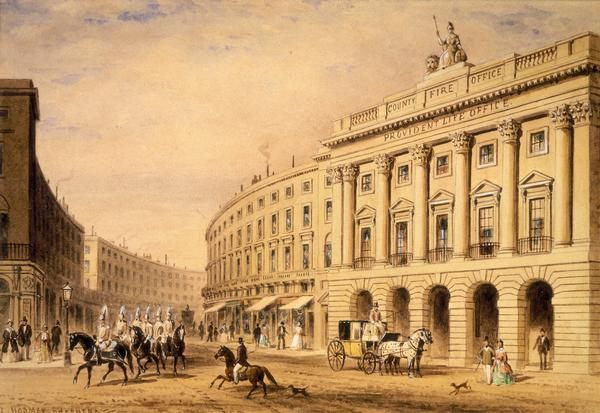
Phố Regent năm 1850. Các tòa nhà mới đã được thay thế

Dự án đã được Quốc hội phê duyệt vào năm 1813 và việc xây dựng bắt đầu vào năm 1814 để hoàn thành vào năm 1825. Thiết kế cuối cùng Nash dẫn đến một con đường nằm xa hơn về phía tây so với các kế hoạch trước đó và ông tin rằng con đường sẽ chạy xuống một đường thực tế ngăn cách tầng lớp thượng lưu và quý tộc ở Mayfair với tầng lớp lao động ở Soho.

### Tái xây dựng: Từ năm 1895–1927

Quan cảnh toàn khu vực của phố Regent

Tất cả kiến trúc các tòa nhà trên phố Regent được xây dựng trước đó (ngoại trừ nhà thờ All Soul) đã được thay thế bằng các tòa nhà Tân Baroque bởi John Nash và Trung tá James Burton vào những năm 1920.
Trong thế kỷ 19, phố Regent trở thành một điểm đến nổi tiếng ví như "trung tâm thời trang". Các cửa hàng mở rộng thành nhiều tài sản, bán các sản phẩm nhập khẩu và ngoại lai để thu hút người tiêu dùng phù hợp. 
Đến cuối thế kỷ 19, những tòa nhà cổ bắt đầu không còn phù hợp với nhu cầu cho thương mại mới, các toà nhà nhỏ và lỗi thời. Trong thời gian đó một vài cửa hàng bách hóa đầu tiên đã mở cửa gồm: Dickins & Jones, Garrard & Co., Swan & Edgar, Hamleys, Liberty & Co. và Đại học Westminster vào năm 1938.
Khi hợp đồng thuê 99 năm chấm dứt, con phố được tái phát triển từ năm 1895 đến 1927 dưới sự kiểm soát của văn phòng The Office of Woods, Forests and Land Revenues, hiện nay là công ty bất động sản Vương Miện (Crown Estate) thuộc hoàng thất Anh.
Công việc bị trì hoãn bởi Thế chiến I và chưa hoàn thành cho đến năm 1927. Sự hoàn thành của con phố được đánh dấu bởi lần tham quan khu vực của Vua George V và vương hậu Mary khi cả hai lái xe trong khu vực phố Regent. 
Tất cả các toà nhà trong phố Regent đều được liệt kê Di tích lịch sử.

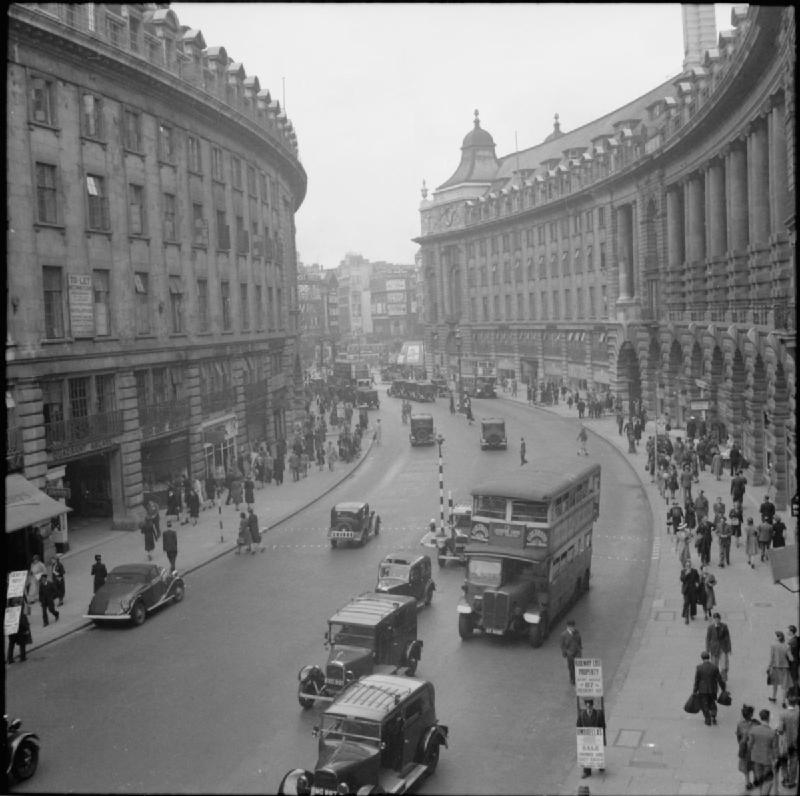
Một khung cảnh tấp nập ở Phố Regent, 1942

### Tái phát triển:1970-nay
Từ thập niên 1970, Phố Regent bắt đầu suy giảm giá trị do đầu tư kém vào khu vực và do cạnh tranh từ các khu vực lân cận khác như Phố Oxford và các trung tâm mua sắm cách xa khu vực Trung tâm Luân Đôn.
Vào năm 2002, công ty là nơi sở hữu hầu hết bất động sản tại phố Regent đã thay mặt Nữ vương bắt đầu một chương trình tái phát triển lớn.
Vào năm 2013, Crown Estate đã bán một phần tư tòa nhà khách sạn Regent's Palace với diện tích 270.000 foot vuông (25.000 m2) cho Quỹ Dầu khí Na Uy. Trong khi cuối năm đó, công ty Hackett London đã mua hợp đồng thuê lại từ cửa hàng Ferrari trên phố với giá 4 triệu bảng Anh. Các cửa hàng nhỏ hơn đã được thay thế bởi các bộ phận lớn hơn; con phố hiện là địa điểm hàng đầu của một số thương hiệu lớn, bao gồm Apple, Banana Republic.

## Thương mại

### Liberty

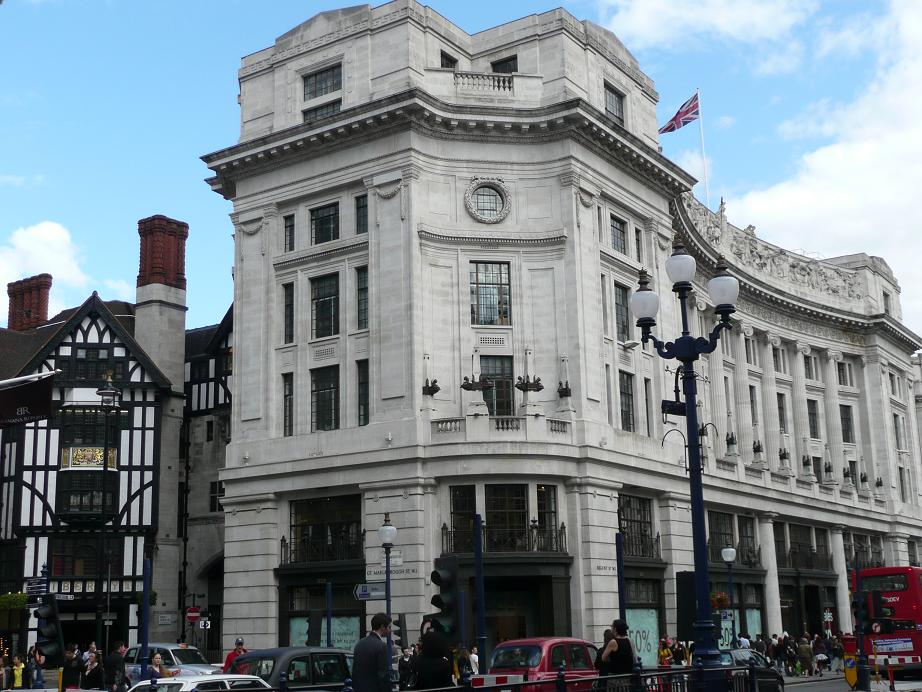
Các cửa hàng trên Phố Regent

Cửa hàng bách hóa Liberty có trụ sở tại số 210-220. Cửa hàng được thành lập bởi doanh nhân Arthur Lasenby Liberty, ông mở cửa hàng đầu tiên của mình tại East India House vào năm 1875 tại số 218a, để bán hàng may mặc bằng lụa và các mặt hàng phương Đông. Liberty mở rộng sang các toà nhà khác số 140–150 trên Phố Regent vào những năm 1880, được ngăn cách bởi một cửa hàng trang sức được bắc qua cầu bằng một cầu thang đôi có tên là "Camel's Back." 

### Dickins & Jones
Cửa hàng bách hóa Dickins & Jones được thành lập tại số 54 Phố Oxford, ban đầu với tên Dickins & Smith trước khi chuyển đến số 232-234 Phố Regent vào năm 1835. 
Năm 1890, cửa hàng sau đó được đổi tên thành Dickins & Jones, sau khi John Pritchard Jones trở thành một đối tác kinh doanh, và đến đầu thế kỷ 20 cửa hàng đã tuyển dụng hơn 200 người. Nó trở thành một phần của nhóm Harrods vào năm 1914.

### Hamley

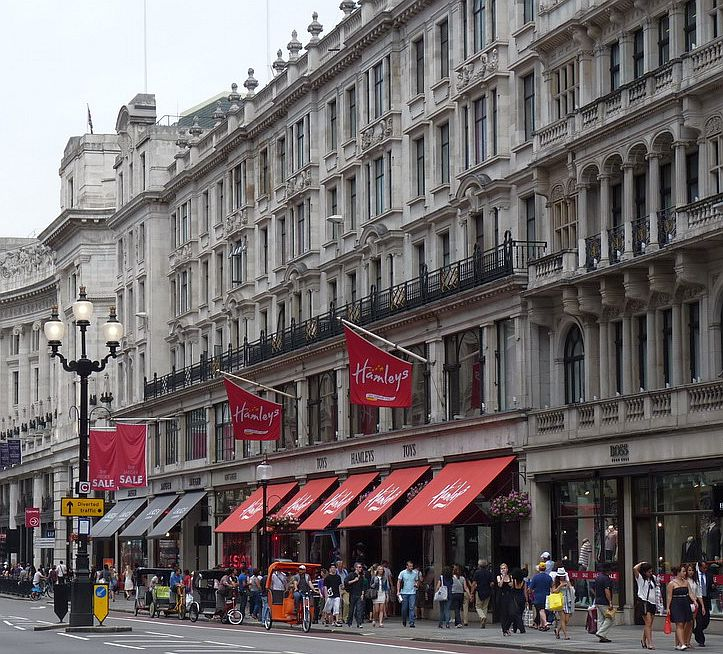
Cửa hàng đồ chơi Hamley trên Phố Regent

Cửa hàng đồ chơi Hamley nằm ở số 188 Phố Regent, ngay phía nam Oxford Circus. Được coi là cửa hàng kinh doanh đồ chơi lớn nhất thế giới. Cửa hàng bán lẻ đầu tiên mở tại số 231 trên Phố High Holborn, với tên gọi ban đầu là Noah's Ark vào năm 1760.
Cửa hàng thường là nơi đầu tiên đưa ra thị trường các trò chơi và đồ chơi trẻ em mới nhất, và trở thành một nhà bán lẻ mạnh các thiết bị bóng bàn vào cuối thế kỷ 19, khi môn thể thao này trở nên phổ biến.

### Apple

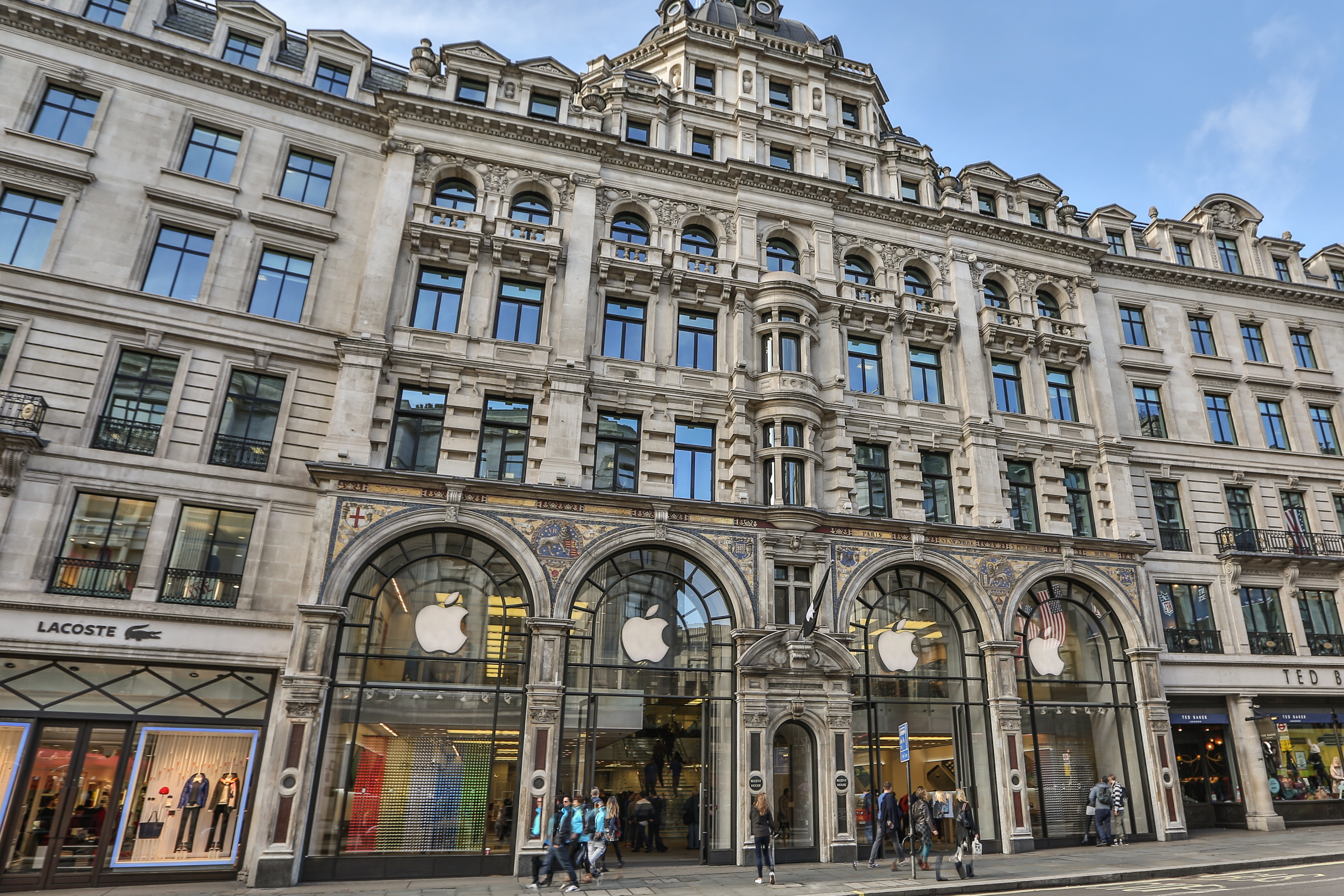
Apple Store trên phố Regent

Cửa hàng Apple Store mở cửa trên phố Regent vào ngày 20 tháng 11 năm 2004. Vào thời điểm đó, đây là cửa hàng đầu tiên như vậy ở châu Âu, với những cửa hàng bán lẻ khác là tại Hoa Kỳ và Nhật Bản. Đây là cửa hàng lớn nhất của Apple trên toàn thế giới cho đến khi khai trương một cửa hàng thứ hai ở Covent Garden vào tháng 8 năm 2010.

### Khách sạn Café Royal

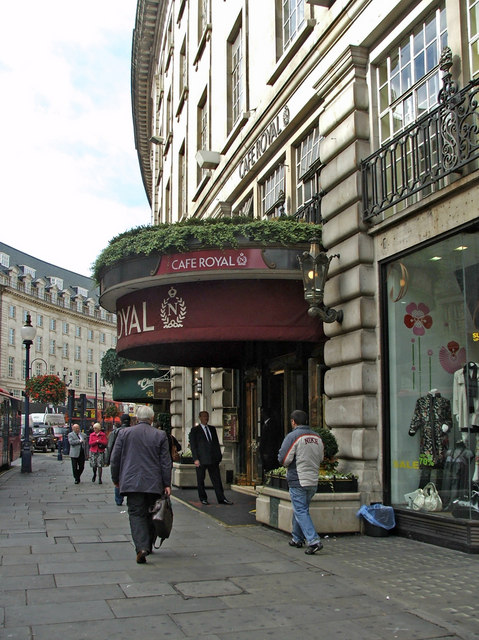
Café Royal

Khách sạn Café Royal tọa lạc tại số 68 trên phố Regent trong Quadrant (góc phần tư vòng cung), được khai trương vào năm 1865 và nhanh chóng trở thành một tổ chức đối với xã hội thượng lưu ở Luân Đôn. Tòa nhà hiện tại được xây dựng bởi Sir Reginald Blomfield, vào năm 1928. Café Royal đã bị đóng cửa vào tháng 12 năm 2008, do kế hoạch của Crown Estate quy định việc tái xây dựng lại phần Quadrant của Phố Regent.

## Di tích

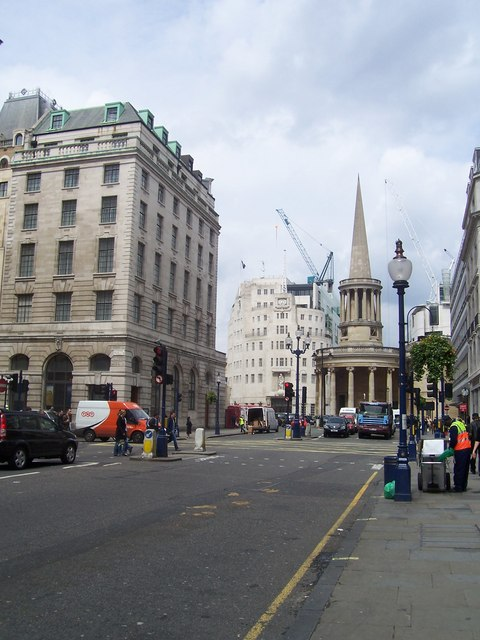
Nhà thờ đối diện trực tiếp với Đài phát thanh BBC (trái)

Nhà thờ All Souls, là một nhà thờ nằm ở phía đầu con phố Regent, gần Broadcasting House của Đài truyền thanh BBC. Tòa nhà có một cổng vòm tròn được bao bọc bởi một ngọn tháp bằng đá. Hoàn thành vào năm 1823 và được thánh hiến vào năm 1824, đây là tòa nhà duy nhất còn sót lại trên phố Regent và được thiết kế bởi John Nash.

### Đại học Westminster
Phố Regent là cơ sở chính của Đại học Westminster, được thành lập vào năm 1838, dưới tên Viện Bách khoa Hoàng gia, và trong số các tổ chức bách khoa đầu tiên ở Vương quốc Anh.

## Sự kiện

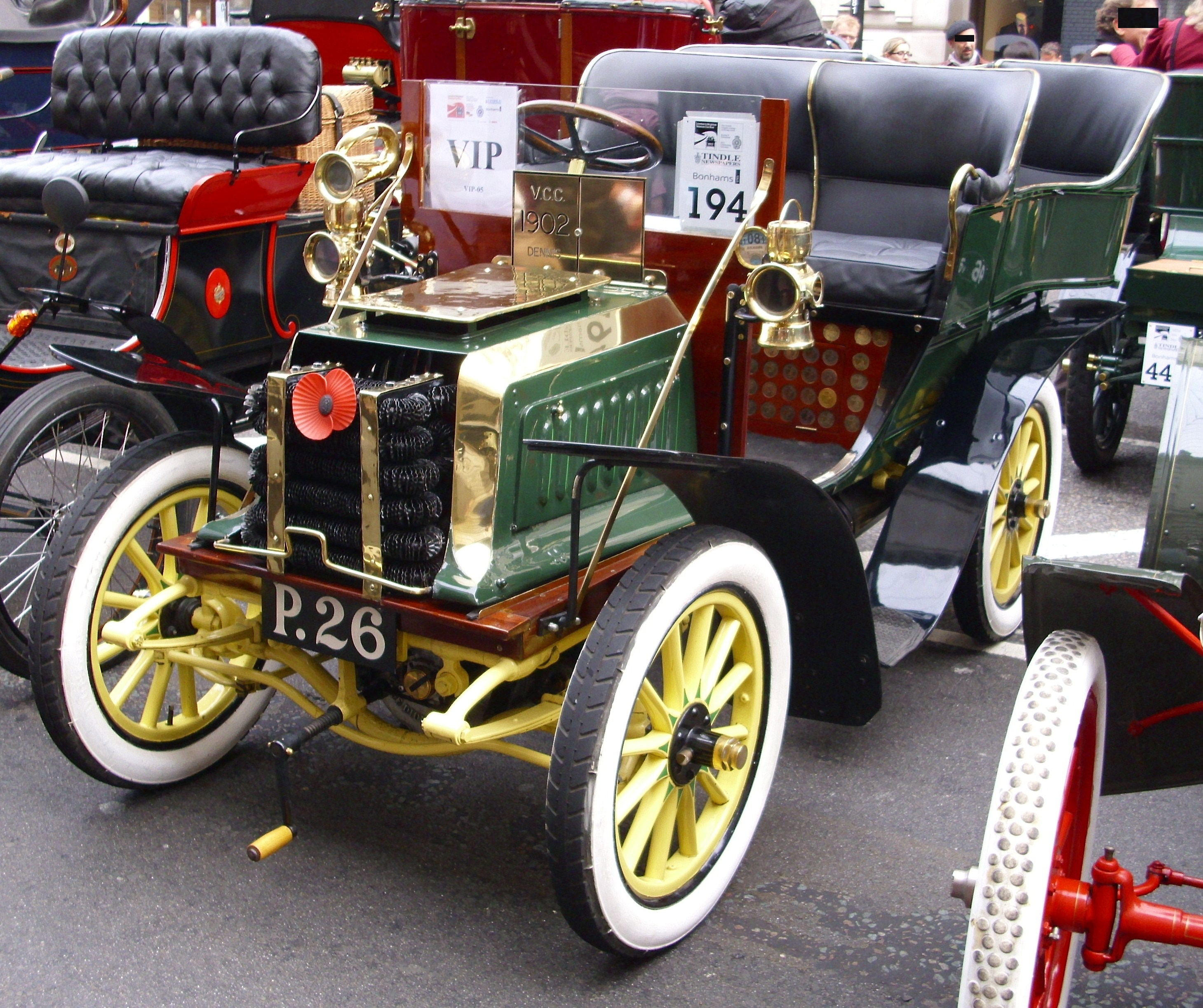
trình diễn ô tô cổ miễn phí năm 2011 tại Regent Street

Một số sự kiện tổ chức diễn ra ở Phố Regent trong suốt cả năm.
Từ năm 1954, Tất cả các loại lễ kỷ niệm đều được lên kế hoạch bao gồm Hiệp hội tại Regent Street đã sắp xếp đèn Giáng sinh hàng năm. Có một màn hình trình diễn khác nhau mỗi năm và việc chuyển đổi lễ diễn ra trong tháng 11.
Vào ngày 6 tháng 7 năm 2004, nửa triệu người đã chen chúc vào Phố Regent và các đường phố xung quanh để xem một cuộc diễu hành của những chiếc xe Công thức 1.
Tháng 11 năm 2019, đánh dấu kỷ niệm 200 năm của phố Regent, tại đây đã trình diễn mô tô miễn phí lớn nhất ở Anh Regent Street Motor Show dành cho người đi bộ trên đường từ Piccadilly đến vành đai Oxford.